# Pristimantis illotus
Pristimantis illotus es una especie de anfibio anuro de la familia Craugastoridae.

## Distribución
Esta especie habita entre los 1380 y 2560 m de altitud:
- en Ecuador en la vertiente occidental de la Cordillera Occidental en las provincias de Pichincha, Imbabura y Carchi;
- en Colombia en la vertiente occidental de la Cordillera Occidental en el departamento del Valle del Cauca.[4]

## Publicación original
- Lynch & Duellman, 1997 : Frogs of the genus Eleutherodactylus (Leptodactylidae) in western Ecuador: systematics, ecology, and biogeography. Special Publication, Natural History Museum, University of Kansas, vol. 23, p. 1-236[5]